# Vers l'autre rive
Pour plus de détails, voir Fiche technique et Distribution.
Vers l'autre rive (岸辺の旅, Kishibe no tabi) est un film japonais réalisé par Kiyoshi Kurosawa, sorti en 2015. C'est l'adaptation d'un roman de Kazumi Yumoto. Il est présenté dans la section Un certain regard au Festival de Cannes 2015 où il remporte le Prix de la mise en scène.

## Synopsis
Mizuki, veuve depuis trois ans, vit seule en donnant des cours de piano aux enfants. Un soir, son mari revient à la maison. Il lui annonce que son corps a bien disparu en mer, mangé par les crabes, mais que depuis il a parcouru le Japon et sympathisé avec des vivants et d'autres personnes « comme lui ». Il demande à Mizuki de l’accompagner pour découvrir tout ce qu’il a fait et vu…

## Fiche technique
- Titre original : 岸辺の旅 (Kishibe no tabi?)
- Titre français : Vers l'autre rive[1]
- Réalisation : Kiyoshi Kurosawa
- Scénario : Kiyoshi Kurosawa et Takashi Ujita, d'après un roman de Kazumi Yumoto
- Musique : Yoshihide Ōtomo et Naoko Eto
- Pays d'origine :  Japon
- Langue originale : japonais
- Format : couleurs - 35 mm - 2,35:1
- Genre : drame, fantastique, romance
- Société de distribution : Condor Entertainment (France)
- Durée : 127 minutes
- Dates de sortie :
  - France : 17 mai 2015 (Festival de Cannes 2015), 30 septembre 2015 (sortie nationale)
  - Japon : 1er octobre 2015[2]

## Distribution
- Tadanobu Asano : Yusuke
- Yū Aoi : Tomoko
- Akira Emoto : Hoshitani
- Eri Fukatsu : Mizuki
- Masao Komatsu : Shimakage

## Récompense
- 2015 : Prix de la mise en scène de la section Un certain regard au Festival de Cannes[1]